# Liste der Äbtissinnen des Klosters Magdenau
Die Liste führt alle Äbtissinnen des Klosters Magdenau auf. Das Zisterzienserinnenabtei Magdenau wurde im Jahre 1244 durch Ritter Rudolf Giel von Glattburg und seine Gemahlin Gertrud gegründet. Die Jahreszahlen beziehen sich auf die Amtszeit.
1. Adelheid (1250–1269)
2. Engelburg (1277–1283)
3. Elisabeth (1290)
4. Euphemia, Ofminij (1307)
5. Margareta von Ramswag (1316–1321)
6. Anna von Richenstein (1326)
7. Margareta (1327)
8. Amalia von Horben (1330–1332)
9. Anna (1338)
10. Margareta (1342)
11. Anna von Luterberg (1343–1345)
12. Anna von Richenstein (1346–1350)
13. Adelheid Blarer (1350–1351)
14. Katharina von Eppenberg (1.: 1353)
15. Katharina Blarer (1357)
16. Katharina von Eppenberg (2.: 1362–1365)
17. Christina von Husen (1367–1369)
18. Adelheid Birnauer (1371–1374)
19. Elisabeth Eggrich (1383)
20. Ursula (1385–1387)
21. Elisabeth Giel von Glattburg (1389–1394)
22. Ursula (1393–1398)
23. Adelheid (1403)
24. Margareta von Krinnberg (1412–1414)
25. Verena (1414–1421)
26. Anna Eberhart (1422)
27. Verena Russinger (1430–1436)
28. Anna Zwick (1444–1446)
29. Klara von Rorschach (1.: 1446–1450)
30. Verena Zwick (1453–1456)
31. Klara von Rorschach (2.: 1457)
32. Margareta Keller (1462)
33. Elisabeth Schenk von Landegg (1464–1468)
34. Verena Schenk von Landegg (1468–1480)
35. Ursula Blarer (1480–1481)
36. Anna Schenk von Landegg (1482–1506)
37. Amalia Giel von Glattburg (1507–1532)
38. Afra Schenk von Landegg-Castel (1532–1536)
39. Elisabeth Geilinger (1536–1550)
40. Dorothea Geilinger (1550–1571)
41. Anna Zürcher (1571–1589)
42. Margareta Fry (1589–1628)
43. Maria Salome Fuchs (1628–1633)
44. Anna Suter (1633–1638)
45. Verena Müller (1638–1661)
46. Cäcilia Tschudi (1661–1685)
47. Cäcilia Dietrich (1685–1719)
48. Cäcilia Hug (1719–1746)
49. Maria Josepha Barbara Ochsner (1746–1777)
50. Verena Müller (1777–1808)
51. Ida Waltenspüel (1808–1837)
52. Cäcilia Roberta Döbeli (1837–1845)
53. Antonia Humbelina Oeler (1845–1850)
54. Theodora Christina Abt (1850–1874)
55. Franziska Aloisia Ochsner (1874–1896)
56. Agatha Zöllig (1896–1923)
57. Anna Markwalder (1923–1955)
58. Benedikta Oesch (1955–1987)
59. Raphaela Pfluger (1987–2021)
60. Michaela Holzerova, Priorin und Administratorin (seit September 2021)

## Belege
1. ↑  Magdenau/Äbtissinnen. In: zisterzienserlexikon.de. 23. September 2021.